# Санный спорт на зимних Олимпийских играх 1968 — двойки
Соревнования по санному спорту в мужском парном разряде на зимних Олимпийских играх 1968 года прошли 18 февраля на санно-бобслейной трассе в коммуне Виллар-де-Ланс. В состязаниях приняли участие 30 спортсменов из 9 стран. Победитель определялся на основании двух заездов. Изначально планировалось провести гонку 15 числа, однако из-за неудовлетворительных погодных условий её несколько раз переносили.
Победу одержали, как и ожидалось, действующие чемпионы мира из ГДР Клаус Бонзак и Томас Кёлер. Кёлер уже имел в послужном списке победу в одиночном разряде на Олимпиаде 1964 года, таким образом, он стал первым в истории саночником, кому удалось выиграть олимпийское золото в обеих саночных дисциплинах: и в двойках, и в одиночках. Следом за ним расположились австрийцы Манфред Шмид и Эвальд Вальх, серебряные призёры последнего мирового первенства. Третье место, в свою очередь, заняли представители Западной Германии Вольфганг Винклер и Фриц Нахман.

## Результаты
| Место | Спортсмен                         | Страна       | 1 заезд | 2 заезд | Всего   |
| ----- | --------------------------------- | ------------ | ------- | ------- | ------- |
| 1     | Клаус Бонзак Томас Кёлер          | ГДР          | 47,88   | 47,97   | 1:35,85 |
| 2     | Манфред Шмид Эвальд Вальх         | Австрия      | 48,16   | 48,18   | 1:36,34 |
| 3     | Вольфганг Винклер Фриц Нахман     | ФРГ          | 48,58   | 48,71   | 1:37,29 |
| 4     | Ханс Пленк Бернхард Ашауэр        | ФРГ          | 48,70   | 48,91   | 1:37,61 |
| 5     | Хорст Хёрнляйн Райнхард Бредов    | ГДР          | 48,80   | 49,01   | 1:37,81 |
| 6     | Збигнев Гавёр Ришард Гавёр        | Польша       | 49,01   | 48,84   | 1:37,85 |
| 7     | Йозеф Файстмантль Вильхельм Бихль | Австрия      | 48,81   | 49,30   | 1:38,11 |
| 8     | Джованни Грабер Энрико Грабер     | Италия       | 49,01   | 49,14   | 1:38,15 |
| 9     | Луцьян Кудзя Станислав Пачка      | Польша       | 49,09   | 49,08   | 1:38,17 |
| 10    | Эрнесто Майр Зигисфредо Майр      | Италия       | 49,10   | 49,57   | 1:38,67 |
| 11    | Жорж Тресалле Ион Первийак        | Франция      | 49,97   | 49,29   | 1:39,26 |
| 12    | Хорст Урбан Роланд Урбан          | Чехословакия | 50,46   | 50,02   | 1:40,48 |
| 13    | Ян Гамршик Франтишек Галирж       | Чехословакия | 51,85   | 50,85   | 1:42,70 |
| 14    | Ивар Бьяре Ян Нильссон            | Швеция       | 51,04   | 52,52   | 1:43,56 |
| —     | Майк Хессель Джим Мориарти        | США          | DNF     | —       | —       |